# Börsborn

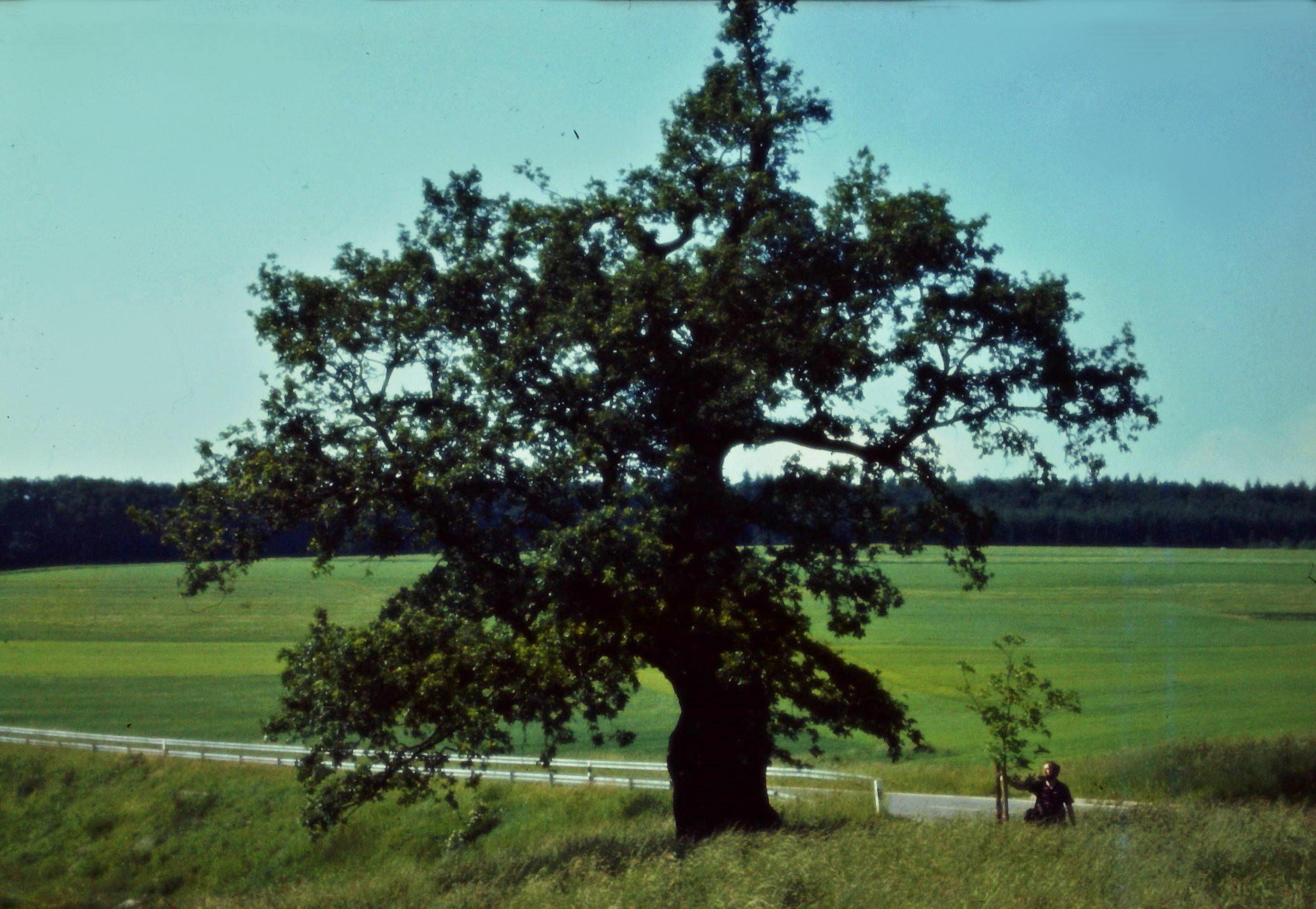
Muhleiche, etwa 1978

Börsborn ist eine Ortsgemeinde im Landkreis Kusel in Rheinland-Pfalz. Sie gehört der Verbandsgemeinde Oberes Glantal an.

## Geographie
Das 320 m hoch gelegene Dorf Börsborn liegt drei Kilometer entfernt vom Ohmbachsee in der Westpfalz.

## Geschichte
Die erste urkundliche Erwähnung stammt aus dem Jahre 1383 als Berßborn. Von 1488 bis 1793 gehörte der Ort zu dem als Münchweiler Tal bezeichneten Besitztum der Grafen von der Leyen.

## Politik

### Bürgermeister
Uwe Bier (Wählervereinigung Börsborn e. V.) wurde am 27. Juni 2019 Ortsbürgermeister von Börsborn. Bei der Direktwahl am 26. Mai 2019 war er mit einem Stimmenanteil von 76,64 % für fünf Jahre gewählt worden. Bei der Direktwahl am 9. Juni 2024 trat Bier als parteiloser Kandidat an und gewann mit 53,0 % der Stimmen gegen einen Kandidaten der WVB.
Franz Sommer (ebenfalls Wählervereinigung) war als Vorgänger von Uwe Bier von 1994 bis 2019 Ortsbürgermeister.

## Kultur und Sehenswürdigkeiten
Die mehr als 500 Jahre alte Muhleiche und der in den Jahren 1788/89 auf Veranlassung der Gräfin Marianne von der Leyen gestiftete Glockenturm in der Ortsmitte sind die Wahrzeichen des Ortes.
Siehe auch:
- Liste der Kulturdenkmäler in Börsborn
- Liste der Naturdenkmale in Börsborn

## Wirtschaft und Infrastruktur
Im Nordosten verläuft die A 62, im Südosten die A 6. In Glan-Münchweiler ist ein Bahnhof der Glantalbahn.

## Söhne und Töchter der Gemeinde
- Ute-Christine Krupp (* 1962), Autorin